# 横島町
横島町（よこしままち）は、熊本県の北西部に位置していた干拓の町。
2005年10月3日に玉名市・天水町・岱明町と合併（新設合併）し、新たに玉名市となった。

## 地理
西は明辰川を挟んで玉名市と、東は唐人川を挟んで天水町と隣接している。また南のほうには有明海が面している。町域北部に小高い丘（外平山）があるが、これはもともと有明海に浮かぶ島であり、それ以外の町域はすべて江戸時代からの干拓により造成された土地である。

## 歴史
江戸時代の1605年（慶長10年）に初代熊本藩藩主加藤清正の命により、現在の外平山にあたる島（横島）と本土の間の海を干拓して陸地とし、それ以後江戸時代から明治時代中期にかけて干拓を繰り返し、南側に陸地が伸びている。戦後の1967年（昭和42年）に国により横島町としては最後の干拓が実施された。

### 沿革
- 1889年（明治22年）4月1日 - 町村制施行により、横島村と大園村が合併して横島村が発足。
- 1968年（昭和43年）11月1日 - 町制施行し横島町となる。
- 2005年（平成17年）10月3日 - 玉名市・天水町・岱明町と合併（新設合併）し、新市制による玉名市となる。

## 行政
- 町長：立野興一
- 助役：松本稔彦

## 経済
2002年度町内総生産126億円。

### 産業
農業、とりわけイチゴやトマトの生産が盛ん。毎年、2月第4日曜日に行われる「玉名市横島町いちごマラソン」が有名である。

## 地域

### 教育
- 中学校：玉名市横島町中学校組合立有明中学校（現：玉名市立有明中学校）
- 小学校：横島町立横島小学校（現：玉名市立横島小学校）

## 交通

### 道路
一般国道
- 国道501号

一般県道
- 熊本県道327号大浜小天線

## 名所・旧跡
- 石塘の水門 - 加藤清正の慶長年間に干拓のために造営されたもの。
- 池辺吉十郎の墓 - 西南戦争時に熊本隊隊長であった池辺吉十郎の墓が外平山にある。明治期のジャーナリスト池辺三山はその長男である。
- 竹崎順子屋敷跡 - 熊本女学校校長であった竹崎順子の屋敷跡
- 旧玉名干拓施設 - 玉名市大浜町、横島町に所在する、明治時代に建造された干拓関連施設（2010年に国の重要文化財に指定）

## 出身著名人
- 田代保之（貴族院多額納税者議員）